# Sylvain Wiltord
Sylvain Wiltord vagy 
Sylvain Claude Wiltord (Neuilly-sur-Marne, 1974. május 10. –) Európa-bajnok francia labdarúgó.
A 2000-es labdarúgó-Európa-bajnokság döntőjében a rendes játékidő letelte után 4 perccel szerezte az egyenlítő gólt Olaszország ellen, a hosszabbításban pedig a francia csapat megnyerte a döntőt és az Eb-t.

## Sikerei, díjai

### Girondins de Bordeaux
- Francia bajnok: 1998–99

### Arsenal
Győztes
- Angol labdarúgó-bajnokság: 2001–02, 2003–04
- Angol labdarúgókupa (FA kupa): 2002, 2003
- Angol labdarúgó-szuperkupa: 2002

Második
- Angol labdarúgó-bajnokság: 2000–01, 2002–03
- Angol labdarúgókupa (FA kupa): 2001
- Angol labdarúgó-szuperkupa: 2003

### Olympique Lyonnais
- Francia bajnok: 2004–05, 2005–06, 2006–07

### Franciaország
Győztes
- Európa-bajnokság: 2000
- Konföderációs kupa: 2001, 2003

Döntős
- Világbajnokság: 2006